# Найыр, Мехмет Умут
Мехмет Умут Найыр (тур. Mehmet Umut Nayir; 28 июня 1993 года, Кайсери) — турецкий футболист, нападающий клуба «Фенербахче» и сборной Турции.

## Клубная карьера
Мехмет Умут Найыр — воспитанник столичного турецкого клуба «Анкарагюджю». Карьеру футболиста он начал в 2012 году, выступая за основную команду «Анкарагюджю», игравшую в Первой лиге. 20 октября 2012 года он дебютировал в её составе в Первой лиге, выйдя в стартовом составе в гостевом поединке против команды «1461 Трабзон». А первый гол на этом уровне он забил лишь 14 апреля 2013 года, когда выйдя на замену на 82-й минуте, он через 3 минуты поставил точку в победном для «Анкарагюджю» матче против «Самсунспора». Однако «Анкарагюджю» по итогам сезона 2012/2013 вылетел из Первой лиги, и Умут следующий год провёл играя вместе с командой во Второй лиге. Там он в 33 матчах чемпионата забил 20 мячей. «Анкарагюджю» же не смог в плей-офф одолеть «Аланьяспор» и остался во Второй лиге ещё как минимум на год.
30 января 2015 года Умут Найыр стал игроком другого столичного клуба «Османлыспор», вернувшегося по итогам Первой лиги 2014/2015 в Суперлигу. 16 августа 2015 года Умут Найыр дебютировал в главной турецкой лиге, выйдя на 78-й минуте на замену в домашнем поединке против «Кайсериспора». А через 10 минут после своего появления он забил и свой первый гол в Суперлиге, сравняв счёт.